# Debreceni Dózsa
Le Debreceni Dózsa est un club de handball basé à Debrecen en Hongrie.

## Palmarès
- Championnat de Hongrie  (1): 1975